# Bovicola limbatus
Bovicola limbatus är en insektsart som först beskrevs av Paul Gervais 1844.  Bovicola limbatus ingår i släktet Bovicola och familjen pälslöss. Inga underarter finns listade i Catalogue of Life.